# Birger Gesthuisen

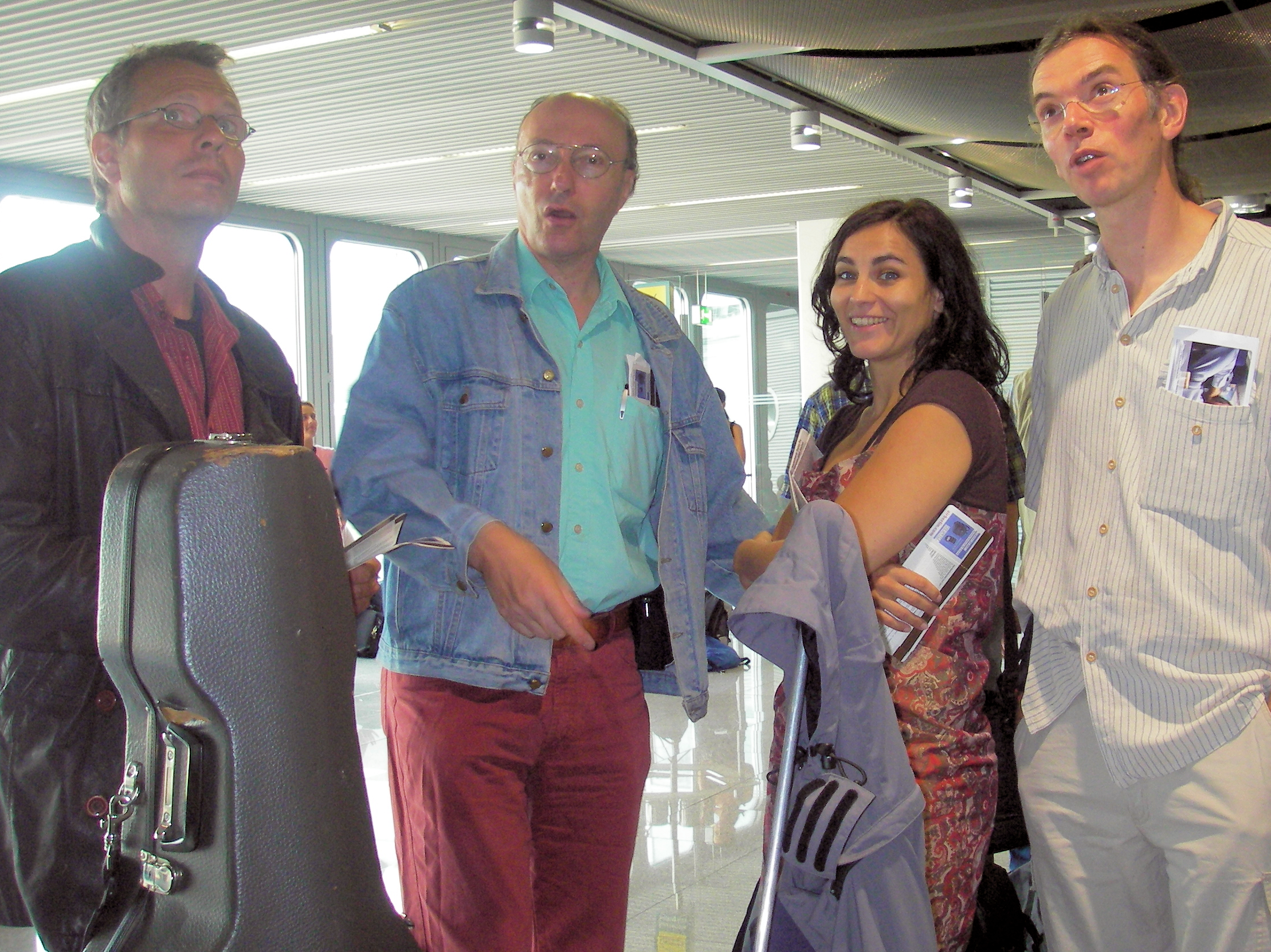
Birger Gesthuisen (Zweiter von links) im Juli 2006

Birger Gesthuisen (* 6. September 1952 in Duisburg-Rheinhausen; † 15. Februar 2015 in Moers) war ein deutscher Journalist und Musikproduzent.

## Leben und Werk
Birger Gesthuisen wuchs in Duisburg-Rheinhausen auf, studierte Sozialwissenschaften und Soziologie und lebte in Moers. Er organisierte Konzertreihen, Festivals und Tourneen und produzierte 1978 gemeinsam mit Ute Badura die LP Bauer Maas – Lieder gegen Atomenergie (Musiker bzw. Musikgruppen: Schmetterlinge, Walter Moßmann, Fiedel Michel, Frank Baier, Tom Kannemacher, Saitenwind). 1997 erhielt er den DW-Worldmusic Award der Deutschen Welle für eine Ausgabe der Musikpassagen, einer Sendereihe im WDR Radio 5 des Westdeutschen Rundfunks. Birger Gesthuisen leitete den Musikverlag und das Label Feuer & Eis. Darüber hinaus war er als freischaffender Musikproduzent tätig. Seine Produktion A World Out of Time II – Henry Kaiser & David Lindley in Madagascar aus dem Jahr 1993 war im folgenden Jahr für den Grammy nominiert. Seit 1985 arbeitete er als Autor und Moderator vor allem für den heimischen Westdeutschen Rundfunk in Köln, aber auch für den Hessischen Rundfunk und für Radio Bremen. 2009 erschien sein Buch Musikwelten NRW – Kulturen der Einwanderer.

## Veröffentlichungen
- Die in der Fremde arbeiten …: Karikaturisten aus Griechenland, Italien, Jugoslawien, Spanien und der Türkei zeichnen die Situation ihrer Landsleute in der Bundesrepublik. Hrsg. von Birger Gesthuisen und Tina Jerman. 1. Auflage. Trikont-Verlag, Duisburg 1983, ISBN 3-88974-002-2. 2. Auflage, Edition Aragon Klauke, Moers 1984, ISBN 978-3-924690-04-5 (Katalog zur gleichnamigen Wanderausstellung eines internationalen Karikaturwettbewerbes, der von der Volkshochschule der Stadt Duisburg und dem Verein „Freunde und Förderer Interkultureller Beziehungen e. V.“ in Zusammenarbeit mit der Westdeutschen Allgemeinen Zeitung (WAZ) und der Zeitschrift Metall der IG Metall ausgeschrieben wurde)
- Die eine Welt. Zeichnungen und Karikaturen. Hrsg. von Birger Gesthuisen und Tina Jerman. Edition Aragon Klauke, Moers 1984, ISBN 978-3-924690-01-4.
- Musikwelten NRW – Kulturen der Einwanderer. Klartext Verlag, Essen 2009, ISBN 978-3-8375-0167-4.